# Gary Cooper
Gary Cooper născut Frank James Cooper (n. 7 mai 1901, Helena, SUA – d. 13 mai 1961, Beverly Hills, California, SUA) a fost unul dintre cei mai mari actori americani de film, deținător a două Premii Oscar.

## Filmografie
- 1926 The Winning of Barbara Worth
- 1927 Children of Divorce
- 1927 Arizona Bound
- 1927 Aripi (Wings)
- 1927 Nevada
- 1927 Ultimul haiduc (The Last Outlaw)
- 1928 Beau Sabreur
- 1928 Legiunea condamnaților (The Legion of the Condemned)
- 1928 Judecata de apoi (Doomsday)
- 1928 Half a Bride
- 1928 Lilac Time
- 1928 The First Kiss
- 1928 The Shopworn Angel
- 1929 Wolf Song
- 1929 Betrayal
- 1929 The Virginian
- 1930 Only the Brave
- 1930 The Texan
- 1930 Seven Days' Leave
- 1930 A Man from Wyoming
- 1930 The Spoilers
- 1930 Morocco
- 1931 Fighting Caravans
- 1931 Străzile orașului (City Streets)
- 1931 I Take This Woman
- 1931 His Woman
- 1932 Devil and the Deep
- 1932 Dacă aș avea un milion (If I Had a Million)
- 1932 Adio arme (A Farewell to Arms)
- 1933 Today We Live
- 1933 One Sunday Afternoon
- 1933 Design for Living
- 1933 Alice în Țara Minunilor (Alice in Wonderland)
- 1934 Operator 13
- 1934 Now and Forever
- 1935 The Lives of a Bengal Lancer
- 1935 The Wedding Night
- 1935 Peter Ibbetson
- 1936 Dorință (Desire)
- 1936 Extravagantul domn Deeds	(Mr. Deeds Goes to Town), regia Frank Capra
- 1936 Generalul a murit în zori (The General Died at Dawn)
- 1936 The Plainsman
- 1937 Suflete pe mare (Souls at Sea)
- 1938 Aventurile lui Marco Polo (The Adventures of Marco Polo)
- 1938 A opta soție a lui Bluebeard (Bluebeard's Eighth Wife)
- 1938 Cowboy-ul și doamna (The Cowboy and the Lady)
- 1939 Beau Geste
- 1939 The Real Glory
- 1940 Occidentalul (The Westerner)
- 1940 North West Mounted Police
- 1941 Meet John Doe
- 1941 Sergentul York (Sergeant York)
- 1941 Minge de foc (Ball of Fire)
- 1942 Mândria yankeilor (The Pride of the Yankees)
- 1943 Pentru cine bat clopotele (For Whom the Bell Tolls)[5], regia Sam Wood
- 1944 Povestea doctorului Wassell (The Story of Dr. Wassell)
- 1944 Casanova Brown
- 1945 Along Came Jones
- 1945 Saratoga Trunk
- 1946 Cloak and Dagger
- 1947 Neînfrânt (Unconquered)
- 1948 Bunul Sam (Good Sam)
- 1949 The Fountainhead
- 1949 Task Force
- 1950 Bright Leaf
- 1950 Dallas
- 1951 You're in the Navy Now
- 1951 It's a Big Country
- 1951 Distant Drums
- 1952 High Noon
- 1952 Springfield Rifle
- 1953 Return to Paradise
- 1953 Blowing Wild
- 1954 Garden of Evil
- 1954 Vera Cruz
- 1955 The Court-Martial of Billy Mitchell
- 1956 Friendly Persuasion
- 1957 Love in the Afternoon
- 1958 Ten North Frederick
- 1958 Man of the West
- 1959 The Hanging Tree
- 1959 They Came to Cordura
- 1959 Misterul vasului Mary Deare (The Wreck of the Mary Deare), regia Michael Anderson
- 1961 The Naked Edge